# Kanauga (Ohio)
Kanauga es un lugar designado por el censo ubicado en el condado de Gallia en el estado estadounidense de Ohio. En el Censo de 2010 tenía una población de 175 habitantes y una densidad poblacional de 211,15 personas por km².

## Geografía
Kanauga se encuentra ubicado en las coordenadas 38°50′30″N 82°9′2″O / 38.84167, -82.15056. Según la Oficina del Censo de los Estados Unidos, Kanauga tiene una superficie total de 0.83 km², de la cual 0.75 km² corresponden a tierra firme y (9.69%) 0.08 km² es agua.

## Demografía
Según el censo de 2010, había 175 personas residiendo en Kanauga. La densidad de población era de 211,15 hab./km². De los 175 habitantes, Kanauga estaba compuesto por el 95.43% blancos, el 4.57% eran afroamericanos, el 0% eran amerindios, el 0% eran asiáticos, el 0% eran isleños del Pacífico, el 0% eran de otras razas y el 0% pertenecían a dos o más razas. Del total de la población el 0% eran hispanos o latinos de cualquier raza.